# Tau Epsilon Phi
Tau Epsilon Phi (ΤΕΦ), comúnmente conocida como TEP, es una hermandad estudiantil estadounidense con 13 capítulos activos, 6 colonias activas y 10 capítulos oficiales de exalumnos, ubicados principalmente en universidades y colegios en la costa este. La sede nacional está ubicada en Troy, Nueva York, y los colores oficiales de la organización son lavanda y blanco (aunque la mayoría de los capítulos usan púrpura en lugar de lavanda); su publicación se llama The Plume.

## Ideales
El credo de la organización afirma sus ideales de gobierno como: amistad, caballerosidad y servicio. TEP atrae y acepta a hermanos de todas las religiones y etnias que aceptan regirse por estos ideales. Los capítulos defienden estos ideales a través de la participación en varios eventos sociales, académicos, deportivos y de caridad.

## Historia
La organización fue fundada el 19 de octubre de 1910 por diez hombres judíos en la Universidad de Columbia, como respuesta a la existencia de organizaciones similares que no admitían a miembros judíos. El primer hermano, Maximillian Nemser, se inició en 1911, y en 1912 se fundó el primer capítulo nuevo en la Universidad de Nueva York. La expansión continua condujo a la adopción de una constitución nacional en 1916. 
En 1920, la apertura de un capítulo en la Universidad McGill en Montreal, por entonces la ciudad más grande de Canadá, convirtió ΤΕΦ una fraternidad internacional. Desde entonces, el capítulo de McGill se ha disuelto. El capítulo restante más antiguo, a partir de 2015, es el capítulo Nu en la Universidad de Georgia. A partir de 1923, la organización ha publicado una revista de distribución nacional, The Plume. 
ΤΕΦ comenzó como una organización exclusivamente judía, pero comenzó a admitir a miembros no judíos (predominantemente católicos) en la década de 1950. El Presidente de los Estados Unidos Dwight D. Eisenhower fue nombrado miembro honorario durante su administración. El alcalde de Washington D. C., Vincent C. Gray, fue el primer hermano afroestadounidense de Tau Epsilon Phi, y fue elegido presidente de su capítulo local por dos mandatos consecutivos.
En 1986, Sidney Suntag, quien se desempeñó como secretario ejecutivo de 1946 a 1979, publicó el libro: "La historia de Tau Epsilon Phi: 75 años de amistad, 1910-1985", que narra la historia nacional de la fraternidad. 
En 2013, la fraternidad estableció la colonia Alpha Tau en la Universidad Rowan, que se convirtió en su primer capítulo desde 1996. Tras el éxito del grupo, la organización nacional restableció los grupos en la Universidad de Maryland, la Universidad Rutgers-Nuevo Brunswick, y la Universidad de Búfalo. Desde entonces, Tau Epsilon Phi ha reorganizado su estructura de liderazgo y comenzó el proceso de contratación de personal después de 2016. En 2018, Tau Epsilon Phi contrató a un nuevo director ejecutivo y restableció a su personal en sus capítulos y colonias. Desde entonces, la fraternidad ha seguido celebrando sus elecciones bienales y ha contratado a un consultor de negocios. Tau Epsilon Phi actualmente centra sus esfuerzos en restablecer su presencia en los campus donde tenía una historia previa, así como en explorar nuevas oportunidades de expansión.

## Organización
El 25 de octubre de 1997 la constitución de Tau Epsilon Phi requería que se celebrara una reunión del gran capítulo cada dos años. El gran capítulo está formado por delegados de cada capítulo local de pregrado y exalumnos. El gran capítulo sirve como la legislatura suprema con la responsabilidad exclusiva de elegir al gran consejo. El gran capítulo, mientras está en sesión, también sirve como la junta directiva de TEP, autorizando o aprobando todos los asuntos de la fraternidad, incluida cualquier modificación de la constitución y el código estatutario.